# اف‌آروی کلوپا
اف‌آروی کلوپا (به انگلیسی: FRV Clupea) یک کشتی بود که طول آن ۳۲٫۱ متر (۱۰۵ فوت ۴ اینچ) بود.